# Atletika na Letních olympijských hrách 2016 – vrh koulí ženy
 Vrh koulí žen na Letních olympijských hrách 2016 se uskutečnil 12. srpna na Olympijském stadionu v Riu de Janeiru.

## Rekordy
Před startem soutěže byly platné rekordy následující:
| Světový rekord           | Natalja Lisovská (URS)   | 22,63 m | Moskva, Sovětský svaz | 7. červen 1987    |
| Olympijský rekord        | Ilona Slupianeková (GDR) | 22,41 m | Moskva, Sovětský svaz | 24. červenec 1980 |
| Nejlepší výkon roku 2016 | Gong Lijiao (CHN)        | 20,43 m | Halle, Německo        | 21. květen 2016   |

## Kalendář
Pozn. Všechny časy jsou v brazilském čase (UTC-3).
| Datum                 | Čas         | Kolo               |
| --------------------- | ----------- | ------------------ |
| Pátek, 12. srpna 2016 | 10:05 22:00 | Kvalifikace Finále |

## Výsledky
- Q Přímý postup po splnění kvalifikačního limitu
- q Dodatečný postup pro doplnění počtu účastnic finále na 12
- DNS Nestartovala
- DNF Nedokončila
- DSQ Diskvalifikována
- NM Žádný platný pokus
- x Neplatný pokus (přešlap)
- PB osobní rekord
- SB nejlepší výkon sezóny
- NR národní rekord
- CR kontinentální rekord
- OR olympijský rekord
- WR světový rekord

### Kvalifikace
V kvalifikaci měla každá z koulařek možnost tří pokusů, ze kterých se počítal nejlepší. Do finále postoupily přímo koulařky, které hodily alespoň 18,40 metru (Q). Dodatečně postoupilo šest koulařek s nejlepším výkonem (q), které limit nesplnily, aby byl počet účastnic finále doplněn na 12.
| Poř. | Skupina | Koulařka               | Země                   | #1    | #2    | #3    | Výsledek | Pozn. |
| ---- | ------- | ---------------------- | ---------------------- | ----- | ----- | ----- | -------- | ----- |
| 1    | A       | Valerie Adamsová       | Nový Zéland            | 19,74 |       |       | 19,74    | Q     |
| 2    | B       | Christina Schwanitzová | Německo                | 19,18 |       |       | 19,18    | Q     |
| 3    | A       | Michelle Carterová     | Spojené státy americké | 17,95 | 19,01 |       | 19,01    | Q     |
| 4    | A       | Raven Saundersová      | Spojené státy americké | x     | 18,83 |       | 18,83    | Q     |
| 5    | B       | Gong Lijiao            | Čína                   | 18,74 |       |       | 18,74    | Q     |
| 6    | B       | Anita Mártonová        | Maďarsko               | 18,51 |       |       | 18,51    | Q     |
| 7    | B       | Geisa Arcanjo          | Brazílie               | 18,27 | 17,67 | x     | 18,27    | q, SB |
| 8    | A       | Cleopatra Borelová     | Trinidad a Tobago      | 16,94 | 17,78 | 18,20 | 18,20    | q     |
| 9    | A       | Natalia Duco           | Chile                  | 18,18 | x     | x     | 18,18    | q     |
| 10   | B       | Auriole Dongmo         | Kamerun                | 17,92 | 17,71 | x     | 17,92    | q, NR |
| 11   | B       | Alena Abramchuk        | Bělorusko              | 17,78 | 17,19 | 16,97 | 17,78    | q     |
| 12   | A       | Aliona Dubitskaya      | Bělorusko              | x     | x     | 17,76 | 17,76    | q     |
| 13   | B       | Paulina Guba           | Polsko                 | 17,70 | 17,56 | x     | 17,70    |       |
| 14   | B       | Felisha Johnsonová     | Spojené státy americké | x     | 17,64 | 17,69 | 17,69    |       |
| 15   | A       | Melissa Boekelmanová   | Nizozemsko             | 16,97 | 17,69 | x     | 17,69    |       |
| 16   | A       | Bian Ka                | Čína                   | 17,68 | 17,36 | 16,84 | 17,68    |       |
| 17   | B       | Yuliya Leantsiuk       | Bělorusko              | 17,66 | x     | 16,69 | 17,66    |       |
| 18   | A       | Brittany Crewová       | Kanada                 | 16,67 | x     | 17,45 | 17,45    |       |
| 19   | B       | Ahymará Espinozová     | Venezuela              | x     | 17,27 | 16,77 | 17,27    |       |
| 20   | A       | Sara Gambettaová       | Německo                | x     | 16,93 | 17,24 | 17,24    |       |
| 21   | B       | Radoslava Mavrodieva   | Bulharsko              | x     | 17,11 | 17,20 | 17,20    |       |
| 22   | B       | Yaniuvis Lópezová      | Kuba                   | 17,15 | x     | x     | 17,15    |       |
| 23   | B       | Manpreet Kaurová       | Indie                  | 16,68 | 17,06 | 16,76 | 17,06    |       |
| 24   | A       | Emel Dereliová         | Turecko                | 17,01 | 16,86 | x     | 17,01    |       |
| 25   | B       | Danniel Thomasová      | Jamajka                | 16,70 | 16,43 | 16,99 | 16,99    |       |
| 26   | A       | Saily Viartová         | Kuba                   | 15,82 | x     | 16,99 | 16,99    |       |
| 27   | A       | Olga Golodná           | Ukrajina               | 16,10 | 16,35 | 16,83 | 16,83    |       |
| 28   | B       | Taryn Suttie           | Kanada                 | 16,55 | 16,74 | 16,60 | 16,74    |       |
| 29   | A       | Nwanneka Okwelogu      | Nigérie                | 16,67 | x     | x     | 16,67    |       |
| 30   | B       | Lena Urbaniaková       | Německo                | 16,32 | 16,62 | x     | 16,62    |       |
| 31   | A       | Sandra Lemosová        | Kolumbie               | 16,46 | 16,46 | 16,12 | 16,46    |       |
| 32   | A       | Leyla Rajabi           | Írán                   | 16,18 | 16,34 | 16,16 | 16,34    |       |
| 33   | A       | Gao Yang               | Čína                   | 16,17 | 15,48 | x     | 16,17    |       |
| 34   | B       | Galyna Obleshchuk      | Ukrajina               | 15,81 | x     | x     | 15,81    |       |
| 35   | A       | Dimitriana Surdu       | Moldavsko              | 15,14 | 15,17 | 15,25 | 15,25    |       |
| 36   | B       | Jessica Inchude        | Guinea-Bissau          | 14,12 | 15,15 | 14,84 | 15,15    |       |

### Finále
Dvanáctka finalistek měla k dispozici tři pokusy, ze kterých se počítal nejlepší. Osmička nejlepších pak měla k dispozici další tři pokusy. Nejlepší výsledek se počítal ze všech šesti pokusů.
| Poř.             | Koulařka               | Země                   | #1    | #2    | #3    | #4           | #5           | #6           | Výsledek | Pozn.  |
| ---------------- | ---------------------- | ---------------------- | ----- | ----- | ----- | ------------ | ------------ | ------------ | -------- | ------ |
| Zlatá medaile    | Michelle Carterová     | Spojené státy americké | 19,12 | 19,82 | 19,44 | 19,87        | 19,84        | 20,63        | 20,63    | NR, WL |
| Stříbrná medaile | Valerie Adamsová       | Nový Zéland            | 19,79 | 20,42 | 19,80 | x            | x            | 20,39        | 20,42    | SB     |
| Bronzová medaile | Anita Mártonová        | Maďarsko               | 17,60 | 18,72 | 19,39 | 19,38        | 19,10        | 19,87        | 19,87    | NR     |
| 4                | Gong Lijiao            | Čína                   | 18,98 | 19,39 | 19,18 | x            | x            | x            | 19,39    |        |
| 5                | Raven Saundersová      | Spojené státy americké | 18,88 | x     | x     | x            | x            | 19,35        | 19,35    | PB     |
| 6                | Christina Schwanitzová | Německo                | 19,03 | x     | x     | x            | x            | 18,92        | 19,03    |        |
| 7                | Cleopatra Borelová     | Trinidad a Tobago      | 18,05 | 18,24 | x     | 17,94        | 18,37        | x            | 18,37    |        |
| 8                | Aliona Dubitskaya      | Bělorusko              | 18,00 | 18,23 | x     | x            | x            | x            | 18,23    |        |
| 9                | Geisa Arcanjo          | Brazílie               | 17,50 | 17,68 | 18,16 | nepostoupila | nepostoupila | nepostoupila | 18,16    |        |
| 10               | Natalia Duco           | Chile                  | 18,07 | 17,73 | 17,99 | nepostoupila | nepostoupila | nepostoupila | 18,07    |        |
| 11               | Alena Abramchuk        | Bělorusko              | 17,37 | x     | x     | nepostoupila | nepostoupila | nepostoupila | 17,37    |        |
| 12               | Auriole Dongmo         | Kamerun                | x     | 16,99 | 16,82 | nepostoupila | nepostoupila | nepostoupila | 16,99    |        |